# Iris Hoffmann
Iris Hoffmann (ur. 29 czerwca 1963 w Rostocku) – niemiecka polityk, działaczka partyjna i urzędniczka samorządowa, posłanka do Bundestagu 14., 15. i 16. kadencji (1998–2009), deputowana do Parlamentu Europejskiego VIII kadencji.

## Życiorys
W 1982 zdała egzamin maturalny, kształciła się następnie w szkole policealnej w zakresie finansów. W 1990 ukończyła studia ekonomiczne na uczelni zawodowej. Pracowała jako urzędniczka samorządowa w administracji powiatowej w Rostocku (1986–1994) i w Bad Doberan (1994–1998). Została działaczką różnych organizacji społecznych i zawodowych.
W 1991 wstąpiła do Socjaldemokratycznej Partii Niemiec, była skarbnikiem struktur powiatowych i członkinią władz regionalnych, a w 2001 została skarbnikiem SPD landu Meklemburgia-Pomorze Przednie. W 1998 po raz pierwszy wybrana na deputowaną Bundestagu, reelekcję uzyskiwała w 2002 i w 2005.
W wyborach europejskich w 2014 z ramienia socjaldemokratów została wybrana do Europarlamentu VIII kadencji.